# Orlovac (Nova Rača)
Orlovac falu Horvátországban Belovár-Bilogora megyében. Közigazgatásilag Nova Račához tartozik.

## Fekvése, éghajlata
Belovár központjától légvonalban 19, közúton 24 km-re délkeletre, községközpontjától légvonalban 6, közúton 8 km-re délre, a Csázma jobb partján fekszik.

## Története
A falu területe a 17. századtól népesült be, amikor a török által elpusztított, kihalt területre folyamatosan telepítették be a keresztény lakosságot. 1774-ben az első katonai felmérés térképén „Dorf Orlovecz” néven találjuk. A település katonai közigazgatás idején a szentgyörgyvári ezredhez tartozott.
Lipszky János 1808-ban Budán kiadott repertóriumában „Orlovecz” néven szerepel. Nagy Lajos 1829-ben kiadott művében „Orlovecz” néven 70 házzal, 372 katolikus és 6 ortodox vallású lakossal találjuk.
A katonai közigazgatás megszüntetése után Magyar Királyságon belül Horvát–Szlavónország részeként, Belovár-Kőrös vármegye Belovári járásának része volt. 1857-ben 423, 1910-ben 565 lakosa volt. Az 1910-es népszámlálás szerint a falu teljes lakossága horvát anyanyelvű volt. 1918-ban az új szerb-horvát-szlovén állam, majd később Jugoszlávia része lett. 1941 és 1945 között a németbarát Független Horvát Államhoz, majd a háború után a szocialista Jugoszláviához tartozott. 1991-től a független Horvátország része. 1991-ben lakosságának 87%-a horvát, 10%-a albán nemzetiségű volt. 2011-ben a településnek 199 lakosa volt.

## Lakossága
| Lakosság változása | Lakosság változása | Lakosság változása | Lakosság változása | Lakosság változása | Lakosság változása | Lakosság változása | Lakosság változása | Lakosság változása | Lakosság változása | Lakosság változása | Lakosság változása | Lakosság változása | Lakosság változása | Lakosság változása | Lakosság változása |
| ------------------ | ------------------ | ------------------ | ------------------ | ------------------ | ------------------ | ------------------ | ------------------ | ------------------ | ------------------ | ------------------ | ------------------ | ------------------ | ------------------ | ------------------ | ------------------ |
| 1857               | 1869               | 1880               | 1890               | 1900               | 1910               | 1921               | 1931               | 1948               | 1953               | 1961               | 1971               | 1981               | 1991               | 2001               | 2011               |
| 423                | 440                | 457                | 523                | 585                | 565                | 557                | 541                | 528                | 536                | 559                | 424                | 310                | 279                | 260                | 199                |

## Nevezetességei
- A Lourdes-i Szűzanya és Szent Antal tiszteletére szentelt kápolnája. Kisméretű, négyszög alaprajzú épület, a délkeleti homlokzat felett emelkedő, piramis alakú toronysisakkal fedett harangtoronnyal. A kápolna a Slovinska Kovačica és a Dražica felé vezető utak kereszteződésében áll.

- Orlovac falu és a Csázma folyó között egy kör alakú domb található, amelyet széles vizesárok és egy erős földfal vesz körül (a középső halom átmérője 50 m). Ennek a várnak a neve megtalálható abban az 1263-ból származó oklevélben, amelyben Ruh (vagy Roh) ispán megvásárolta a Diane de Garigh birtokait a Csázma („Chasmi”) folyónál. 1334-ben ezen a helyen állt a Boldogságos Szűz temploma. A török háborúk során Ruh vára megsemmisült és nem is építették újjá. [6]